# ロバート・フリップ
ロバート・フリップ（Robert Fripp、1946年5月16日 - ）は、イングランド出身のミュージシャン、ギタリスト、作曲家。プログレッシブ・ロックを代表するバンドであるキング・クリムゾンのギタリスト兼リーダーである。
「ローリング・ストーンの選ぶ歴史上最も偉大な100人のギタリスト」において2003年は第42位、2011年の改訂版では第62位。

## 来歴

### 生い立ちと初期の略歴
ドーセットのウィンボーン・ミンスターで生まれ、当地のグラマー・スクールに通った。アッカー・ビルク、モンティ・サンシャイン、クリス・バーバーなどの伝統的なジャズを聴き始め、1957年の4月に初めて、エルヴィス・プレスリーの「ハウンド・ドッグ」とトミー・スティールの'Singing the Blues'のレコードを買った。同年のクリスマスには、彼の音楽に対する熱狂ぶりを知った母親にギターを買い与えられた。彼は左利きだったがギターを右利きとして演奏することにして、11歳でCorfe Mullenの音楽学校のKathleen Gartellというピアノ教師にクラシックギターを学び始めた。
13歳の時、Gartellによる20課程を終え、彼女の紹介でドン・ストライクというギター教師の生徒になった。ストライクの教えを受けながらジャンゴ・ラインハルトなどのジャズ・ギタリスト、チャーリー・パーカーやチャールズ・ミンガスなどのモダン・ジャズに興味を抱くようになった。またTony Altonにラテンや代替コードなどのモダン・スタイルについての10課程を学んだ。
15歳になった1961年、他の人と演奏するようにとストライクに勧められて、ゴードン・ハスケル、ティノ・リチニオらとザ・レイヴンズ （The Ravens）を結成。1962年、Oレベル試験を受験するために学業に専念すべく脱退し、ザ・レイヴンズは解散。彼は7つのOレベル試験に合格してグラマー・スクールを卒業し、父親の競売会社と不動産会社で働き始めたが、17歳になる頃までにはミュージシャンになる決意を固めていた。そして1964年にはThe Douglas Ward TrioのメンバーとしてNew Miltonのホテルなどで演奏し、BoscombeのEddie Mooreのミュージック・ショップでギターを教えた。やがてハスケル（ベース）、リチ二オ（ギター、ヴォーカル）、スタン・レヴィー（ドラムス）、レグ・マシューズ（ヴォーカル）とザ・リーグ・オブ・ジェントルメン（The League of Gentlemen）を結成した。
1965年、彼はザ・リーグ・オブ・ジェントルメンを脱退し、ボーンマス・カレッジに入学してAレベル試験を目指した。カレッジではジョン・ウェットンに出会い、ウェットンを介してリチャード・パーマー・ジェイムスと知り合った。また18歳の時、アンディ・サマーズの後任としてボーンマスのマジェスティック・ホテルのジャズバンドの専属ギタリストになり、3年間ステージをこなす。
彼は早期に経済学と経済史のAレベル試験に合格し、次は不動産経営の大学に進学するためにロンドンに行く予定だったが、もはや親孝行の息子を演じることができなくなっていた。21歳の誕生日を迎えた1967年5月、家族にプロのミュージシャンになる決意を告げ、同年、同郷のジャイルズ兄弟（マイケル・ジャイルズ、ピーター・ジャイルズ）とジャイルズ・ジャイルズ&フリップ（GG&F）を結成。GG&Fは翌1968年、デビュー・アルバムを発表した。

### キング・クリムゾン結成から現在まで
GG&Fにイアン・マクドナルド、グレッグ・レイク、ピート・シンフィールド（作詞）が参加して、1969年にキング・クリムゾンが誕生した。
フリップはキング・クリムゾンに結成時から現在に至るまで在籍した唯一のメンバーとして、主導権を握り続けてきた。本人は否定しているが時に強権的なまでのリーダーシップを執ることがあり、それがバンド内に亀裂を生み出した。彼は人事の決定権も握っており、シンフィールドやデヴィッド・クロス（ヴァイオリン）の脱退も実質的には彼による解雇だと言われている。
彼はリーダーシップと厳格な音楽への取り組みによって1960年代から1970年代のプログレッシブ・ロック・ムーブメントを支え、その語義どおりの音楽スタイルから多くのアーティストに影響を与えてきた。特にインプロヴィゼーションを主体とした演奏で人気を博した。デビュー・アルバム『クリムゾン・キングの宮殿』（1969年）や『レッド』（1974年）におけるギター・プレイは非常に高く評価されている。しかし彼はプログレッシブ・ロックのイメージを刷新するごとく音楽的な変化を求め続け、キング・クリムゾンのサウンドも時代時代によって大胆な変遷をたどった。
キング・クリムゾンでの活動以外に、デヴィッド・ボウイ、ブライアン・イーノ、ピーター・ガブリエル、ダリル・ホール、デヴィッド・バーン（トーキング・ヘッズ）、アンディ・サマーズ（ポリス）、デヴィッド・シルヴィアン（ジャパン）など、錚々たる個性派の面々と音楽活動を共にしてきた。1974年のキング・クリムゾン解散後、「もうギターは弾かない」と決心して半ば音楽業界から引退した状態にあったが、ボウイとイーノの呼び掛けで音楽活動に復帰した。自ら開発した「フリッパートロニクス」や「サウンドスケイプ」と呼ばれる機材のライブ音源などを収録したソロ作品や、リーグ・オブ・ジェントルメン、プロジェクトといった外部ユニットの作品も多数発表している。イーノと同じく、Microsoft Windowsの起動音の製作も手がけた。
2012年のフィナンシャル・タイムズとのインタビューで、「ユニバーサル・ミュージック社との版権を巡る係争に集中するため」ミュージシャン活動からは引退したと明かした。しかし翌年9月に係争が決着する目処が立ったとして、ミュージシャン活動への復帰とキング・クリムゾンの再始動を発表した。

## 音楽的ルーツ
ビートルズとジミ・ヘンドリックスのファンで、ビートルズの『サージェント・ペパーズ・ロンリー・ハーツ・クラブ・バンド』に感銘を受けてミュージシャンを志したという。ジミ・ヘンドリックスに対しては「天才だ」と称している。因みにヘンドリックスも彼のライブを観てギター・プレイに感銘を受け、楽屋を訪れて「心臓に近いほうの左手で握手してくれ」と頼んだという。
その他、20世紀前半に活躍したクラシック音楽の作曲家バルトークも好んでおり、緻密な構造や旋律主体の楽曲など、作風にも影響が見られると言われる。

## プレイスタイル
ロックのギタリストとしては珍しく、常に椅子に腰掛けてプレイすることでも知られる。
いわゆるリードギター的な主張には乏しいものの、バッキングとするにも強烈なパッセージや複雑なリックを機械的正確さで弾きこなす、シーケンシャルなプレイが持ち味である。キング・クリムゾンの「突破口（Fracture）」（1974年）などに代表される激しいアルペジオや、エイドリアン・ブリューのバックに徹する時の独特のエフェクト遣い、ライブにおける奔放なインプロヴィゼーションでも知られている。クロマチックスケールの多用も特徴。

## 使用機材
ギブソン、フェルナンデス、東海楽器製造などのレスポール・タイプギター。ギターシンセとしての機能とサスティナーがついたものも使用。80年代はGRギターシンセサイザーを使用していた。レコーディングではストラトキャスター等使い分けている。
使用しているアンプに付いてはアルバム『スリー・オブ・ア・パーフェクト・ペアー』の時期にはローランド社製のトランジスタアンプJC-120、デジタルアンプがブレイクした時期にはJOHNSON社のデジタルアンプを使用していた。
使用エフェクトはコルグのA-1、A-2、プログラムできるタイプのサンズアンプ等。
1980年代にはレコーディング時、ギターの音をより豊かにするためあらかじめ録音したギタートラックの音をJC-120で再生しさらにその音を録音するという手法を用いていた。彼はこの手法を「フリッパートロニクス」と呼んでいる。
2014年頃のツアー時のセッティングは、『Music Radar』誌の記事に詳しい。それによると、Roland GR-1 Guitar Synth/US20 splitter、Fractal Audio Systems Axe FX II XL、Sound Sculpture Switchblade、Eventide H8000、H3000/3500、Eventide Eclipse、Rocktron MIDI Raider、Boss Expression pedalなどを主として使用しているとのことである。
変則チューニング（"ニュー・スタンダード・チューニング"と呼ばれる：C、G、D、A、E、G。使用ゲージは、0.052、0.038、0.024、0.016、0.012、0.010）を常用する。NYのサウナに入っていた時に思いついて始めたとギタークラフトのインタビュービデオで述べている。彼は一時期、自分の変則チューニングをギタークラフト・チューニングと呼んでいた。

## 特記事項

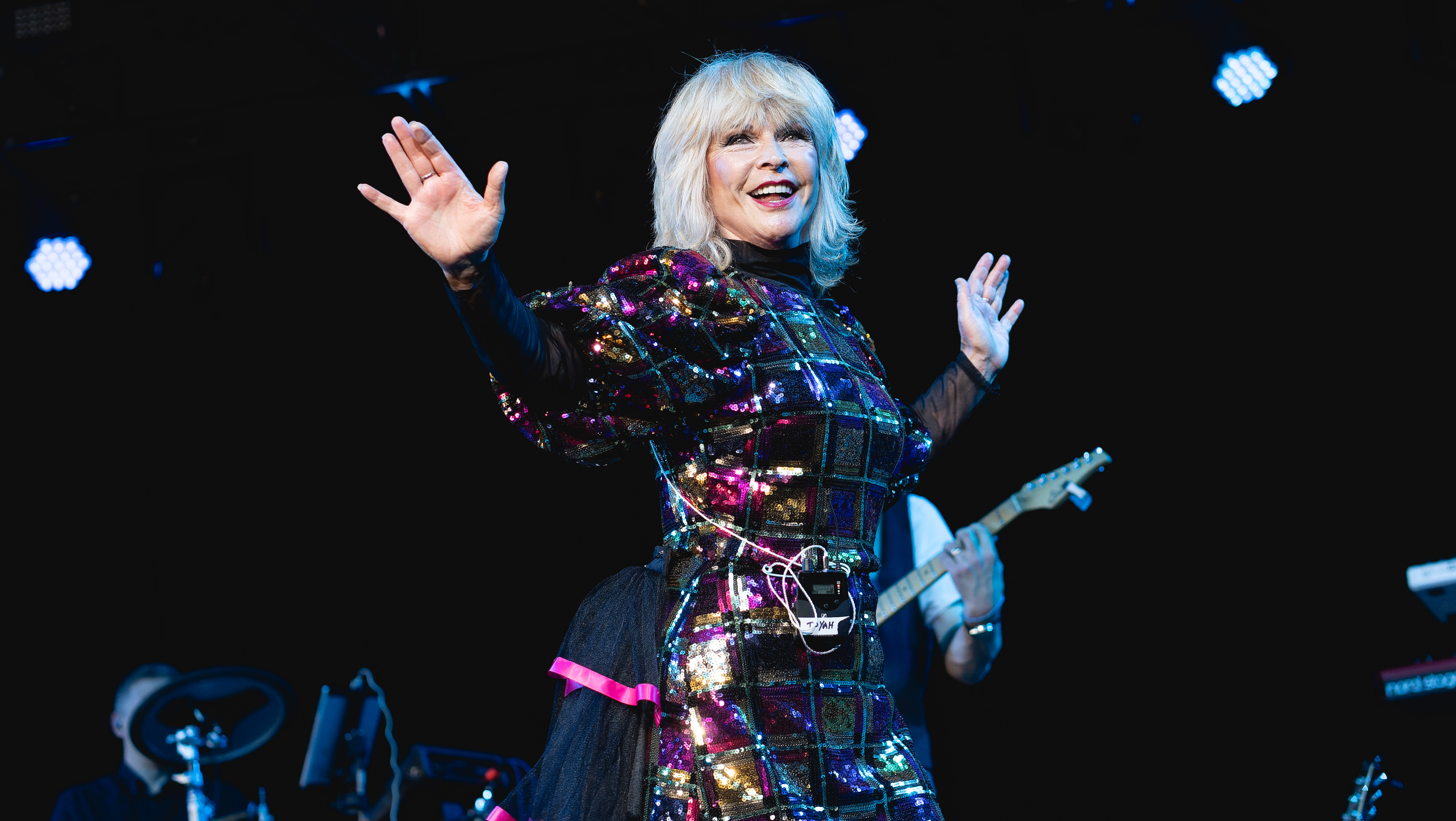
妻トーヤ・ウィルコックス（2024年）

- 妻は女優で歌手のトーヤ・ウィルコックス。1986年に結婚。ITVが2013年5月8日に放送した"All Star Mr & Mrs"[14]に夫婦で出演して、仲睦まじい姿を披露した。
- 神秘思想家のグルジェフに強い影響を受けた。彼が主宰して精力的に開催しているギタークラフトの講座にもその影響が見て取れる。
- ギタークラフトは「ギターとその演奏を通じた心身の修練」をテーマとした、主に合宿形式のコースである。在籍経験者にはキング・クリムゾンのメンバーの他、カリフォルニア・ギター・トリオ、ビル・リーフリン (ミニストリー)、フェルナンド・カブサッキ等がいる。ギターの演奏のみならず、食事や清掃などに至るまで、幅広い意味での修練を目的とするコースを各国で行っている。1992年と1994年には日本でも開催された。2010年3月25日をもって活動を終了した[15]。
- 自分の音楽がプログレッシブ・ロックと呼ばれることを嫌っている。
- 食事や筆記など、日常生活では左利きである。
- 現在でも1日2時間はギターの練習をしているという。
- 飲酒は全くしない。その代わりに大の甘党である。
- 新型コロナウイルスによるロックダウンをきっかけに、2020年より妻トーヤとともに"Toyah and Robert's Sunday Lunch"と題した動画をYouTubeに投稿しており、レッド・ツェッペリン「ブラック・ドッグ」、セックス・ピストルズ「アナーキー・イン・ザ・U.K.」、メタリカ「エンター・サンドマン」などのカヴァーをコスプレなども交えつつユーモラスに披露している。

## ディスコグラフィ

### ジャイルズ・ジャイルズ & フリップ
- 『チアフル・インサニティ・オブ・ジャイルズ・ジャイルズ&フリップ』 - The Cheerful Insanity of Giles, Giles and Fripp（1968年）
- 『ザ・ブロンデスベリー・テープス』 - The Brondesbury Tapes (2001年) ※未発表音源集
- Metaphormosis (2001年) ※未発表音源集

### ソロ・アルバム
スタジオ・アルバム
- 『エクスポージャー』 - Exposure (1979年)
- 『ゴッド・セイヴ・ザ・クィーン』 - God Save the Queen/Under Heavy Manners (1980年)
- 『レット・ザ・パワー・フォール』 - Let the Power Fall: An Album of Frippertronics (1981年)
- 『ザ・ゲイツ・オブ・パラダイス』 - The Gates of Paradise (1998年)

ライブ・アルバム
- 『1999』 - 1999 Soundscapes: Live in Argentina (1994年)
- 『レディオフォニックス1995 サウンドスケイプスVol.1 - ライヴ・イン・アルゼンチン』 - Radiophonics: 1995 Soundscapes, Vol.1 (1995年)
- 『ア・ブレッシング・オブ・ティアーズ1995 サウンドスケイプスVol.2 - ライヴ・イン・カリフォルニア』 - A Blessing of Tears: 1995 Soundscapes, Vol.2 (1995年)
- 『ザット・フィッチ・パッスィズ1995 サウンドスケイプスVol.3』 - That Which Passes: 1995 Soundscapes, Vol.3 (1996年)
- 『ノーヴェンバー・スイート』 - November Suite: Soundscapes Live at Green Park Station 1996, Japan (2000年)
- 『ラヴ・キャンノット・ベアー (ライヴ・インUSA)』 - Love Cannot Bear: Soundscapes - Live in the USA (2005年)
- At the End of Time: Churchscapes Live in England and Estonia (2007年)

### コラボユニット・アルバム
フリップ & イーノ
- 『ノー・プッシーフッティング』 - (No Pussyfooting)（1973年）
- 『イヴニング・スター』 - Evening Star（1975年）
- 『エッセンシャル・フリップ&イーノ』 - The Essential Fripp and Eno（1994年） ※コンピレーション
- 『イクエイトリアル・スター』 - The Equatorial Stars（2004年）
- 『ビヨンド・イーヴン (1992-2006)』 - Beyond Even (1992–2006)（2007年）

リーグ・オブ・ジェントルメン
- 『リーグ・オブ・ジェントルメン』 - The League of Gentlemen（1981年） ※ロバート・フリップ名義
- 『ゴッド・セイブ・ザ・キング』 - God Save the King（1985年） ※ロバート・フリップ／リーグ・オブ・ジェントルメン名義
- 『スラング・スラング・ゴジンブルクス オフィシャル・ブートレッグ・ライヴ・イン・1980』 - Thrang Thrang Gozinbulx（1996年）

アンディ・サマーズ & ロバート・フリップ
- 『心象表現』 - I Advance Masked（1982年）
- 『擬制の映像』 - Bewitched（1984年）

ロバート・フリップ・アンド・ザ・リーグ・オブ・クラフティ・ギタリスツ
- 『Live!』 - Live!（1986年）
- The Lady or the Tiger（1986年） ※Toyah & Fripp Featuring The League Of Crafty Guitarists名義
- Live II（1991年）
- 『ショウ・オブ・ハンズ』 - Show of Hands（1991年）
- 『インターギャラクティック・ブギー・エクスプレス ライヴ・イン・ヨーロッパ1991』 - Intergalactic Boogie Express - Live In Europe 1991（1995年）

サンデイ・オール・オーヴァー・ザ・ワールド
- 『ニーリング・アット・ザ・シュライン』 - Kneeling at the Shrine（1991年）

デヴィッド・シルヴィアン & ロバート・フリップ
- 『ザ・ファースト・デイ』 - The First Day（1993年）
- 『ダメージ』 - Damage: Live（1994年）

ロバート・フリップ・ストリング・クインテット
- 『ザ・ブリッジ・ビトウィン』 - The Bridge Between（1993年）

FFWD（ロバート・フリップ、Thomas Fehlmann、Kris Weston、Alex Paterson）
- FFWD（1994年）

ビル・リーフリン／ロバート・フリップ／トレイ・ガン
- The Repercussions Of Angelic Behavior（1999年）

フェイマン & フリップ
- A Temple in the Clouds（2000年）

トラヴィス & フリップ
- 『スレッド』 - Thread（2008年）
- 『ライヴ・アット・コヴェントリー・カテドラル』 - Live at Coventry Cathedral（2010年）
- Discretion（2012年）
- Follow（2012年）
- 『ビトウィーン・ザ・サイレンス 』 - Between The Silence（2018年）

デヴィッド・クロス & ロバート・フリップ
- 『スターレス・スターライト』 - Starless Starlight (2015年)